# Championnat d'Europe féminin de basket-ball des moins de 20 ans
Cet article traite de l'épreuve féminine. Pour la compétition masculine, voir Championnat d'Europe de basket-ball masculin des 20 ans et moins.
Le championnat d’Europe féminin de basket-ball des moins de 20 ans est une compétition féminine de basket-ball qui oppose les meilleures sélections nationales d’Europe des joueuses de 20 ans et moins. Elle était organisée par la FIBA Europe tous les 2 ans depuis 2000. Depuis 2004, la compétition a lieu tous les ans. 
Le championnat est divisé en 2 divisions suivant le niveau de la sélection nationale. Le titre de champion d’Europe se joue donc entre les 16 sélections de la Division A. Pendant ce temps (à la même période) se déroule le championnat de Division B, regroupant 12 sélections nationales. Depuis l'édition de 2012, les trois dernières équipes de la Division A sont reléguées en Division B, tandis que les trois premières de la seconde division sont promues en première division.
L'édition 2020 est annulée par la FIBA Europe, en raison de la pandémie de coronavirus.
Les championnes en titre sont la France.

## Division A

### Palmarès
| Année | Lieu                          | Finale | Finale | Finale | Petite finale                                                                                               | Petite finale                                                                                               | Petite finale                                                                                               | Meilleure joueuse (MVP)                                                                                     |
| Année | Lieu                          | Champion | Score | Deuxième | Troisième                                                                                                   | Score | Quatrième                                                                                                   | Meilleure joueuse (MVP)                                                                                     |
| ----- | ----------------------------- | --- | --- | --- | --- | --- | --- | --- |
| 2000  | Bardejov, Lučenec, Ružomberok | Russie | 84-57 | République tchèque                                                                                          | Roumanie | 58-55 | Turquie | non mis en place                                                                                            |
| 2002  | Zagreb                        | République tchèque                                                                                          | 77-74 | Russie | France | 77-62 | Lettonie | non mis en place                                                                                            |
| 2004  | Saint-Brieuc, Vannes, Quimper | Russie (2)                                                                                                  | 80-64 | France | République tchèque                                                                                          | 72-52 | Hongrie | non mis en place                                                                                            |
| 2005  | Brno                          | France | 72-57 | Pologne | Lettonie | 65-36 | Grèce | Oleksandra Horbounova                                                                                       |
| 2006  | Sopron                        | Russie (3)                                                                                                  | 77-68 | Hongrie | France | 64-55 | Espagne | Isabelle Yacoubou                                                                                           |
| 2007  | Sofia                         | Espagne | 75-60 | Serbie | France | 65-63 | Turquie | Silvia Domínguez                                                                                            |
| 2008  | Chieti, Pescara, Sulmona      | Russie (4)                                                                                                  | 67-58 | France | Serbie | 73-46 | Espagne | Natalia Vieru                                                                                               |
| 2009  | Gdynia                        | France (2)                                                                                                  | 74-52 | Espagne | Lettonie | 78-74 | Russie | Alba Torrens                                                                                                |
| 2010  | Liepāja                       | Russie (5)                                                                                                  | 75-74 | Espagne | Lettonie | 53-49 | France | Anastasia Logounova                                                                                         |
| 2011  | Novi Sad                      | Espagne (2)                                                                                                 | 62-53 | Russie | Pologne | 67-65 | Serbie | Queralt Casas                                                                                               |
| 2012  | Debrecen                      | Espagne (3)                                                                                                 | 59-46 | Russie | Turquie | 58-56 | Pays-Bas | Ksenia Tikhonenko                                                                                           |
| 2013  | Samsun                        | Espagne (4)                                                                                                 | 59-53 | Italie | Turquie | 53-38 | Biélorussie                                                                                                 | Astou Ndour                                                                                                 |
| 2014  | Udine                         | France (3)                                                                                                  | 47-42 | Espagne | Italie | 68-63 | Serbie | Olivia Époupa                                                                                               |
| 2015  | Lanzarote                     | Espagne (5)                                                                                                 | 66-47 | France | Pays-Bas | 63-51 | Russie | Leticia Romero                                                                                              |
| 2016  | Matosinhos                    | Espagne (6)                                                                                                 | 71-69 | Italie | Russie | 78-72 | Serbie | Cecilia Zandalasini                                                                                         |
| 2017  | Matosinhos                    | Espagne (7)                                                                                                 | 73-63 | Slovénie | Russie | 80-59 | France | Maria Araujo                                                                                                |
| 2018  | Sopron                        | Espagne (8)                                                                                                 | 69-50 | Serbie | Pays-Bas | 65-60 | Italie | Iris Mbulito                                                                                                |
| 2019  | Klatovy                       | Italie | 70-67 | Russie | France | 50-34 | Belgique | Sara Madera                                                                                                 |
| 2020  | -                             | Tournoi annulé en raison de la pandémie de coronavirus.                                                     | Tournoi annulé en raison de la pandémie de coronavirus.                                                     | Tournoi annulé en raison de la pandémie de coronavirus.                                                     | Tournoi annulé en raison de la pandémie de coronavirus.                                                     | Tournoi annulé en raison de la pandémie de coronavirus.                                                     | Tournoi annulé en raison de la pandémie de coronavirus.                                                     | Tournoi annulé en raison de la pandémie de coronavirus.                                                     |
| 2021  | -                             | Tournoi annulé en raison de la pandémie de coronavirus et remplacé par les Challengers européens 2021 (en). | Tournoi annulé en raison de la pandémie de coronavirus et remplacé par les Challengers européens 2021 (en). | Tournoi annulé en raison de la pandémie de coronavirus et remplacé par les Challengers européens 2021 (en). | Tournoi annulé en raison de la pandémie de coronavirus et remplacé par les Challengers européens 2021 (en). | Tournoi annulé en raison de la pandémie de coronavirus et remplacé par les Challengers européens 2021 (en). | Tournoi annulé en raison de la pandémie de coronavirus et remplacé par les Challengers européens 2021 (en). | Tournoi annulé en raison de la pandémie de coronavirus et remplacé par les Challengers européens 2021 (en). |
| 2022  | Sopron                        | Espagne (9)                                                                                                 | 47-42 | République tchèque                                                                                          | Italie | 64-48 | France | Claudia Contell                                                                                             |
| 2023  | Klaipeda, Vilnius             | France (4)                                                                                                  | 85-59 | Lettonie | Espagne | 94-36 | Serbie | Carla Leite                                                                                                 |
| 2024  | Klaipeda, Vilnius             | France (5)                                                                                                  | 83-75 | Espagne | Italie | 70-48 | Allemagne                                                                                                   | Awa Fam |
| 2025  | Matosinhos                    | Espagne (10)                                                                                                | 102-50 | Lituanie | Italie | 84-51 | Suède | Gina Garcia                                                                                                 |

### Médailles par pays

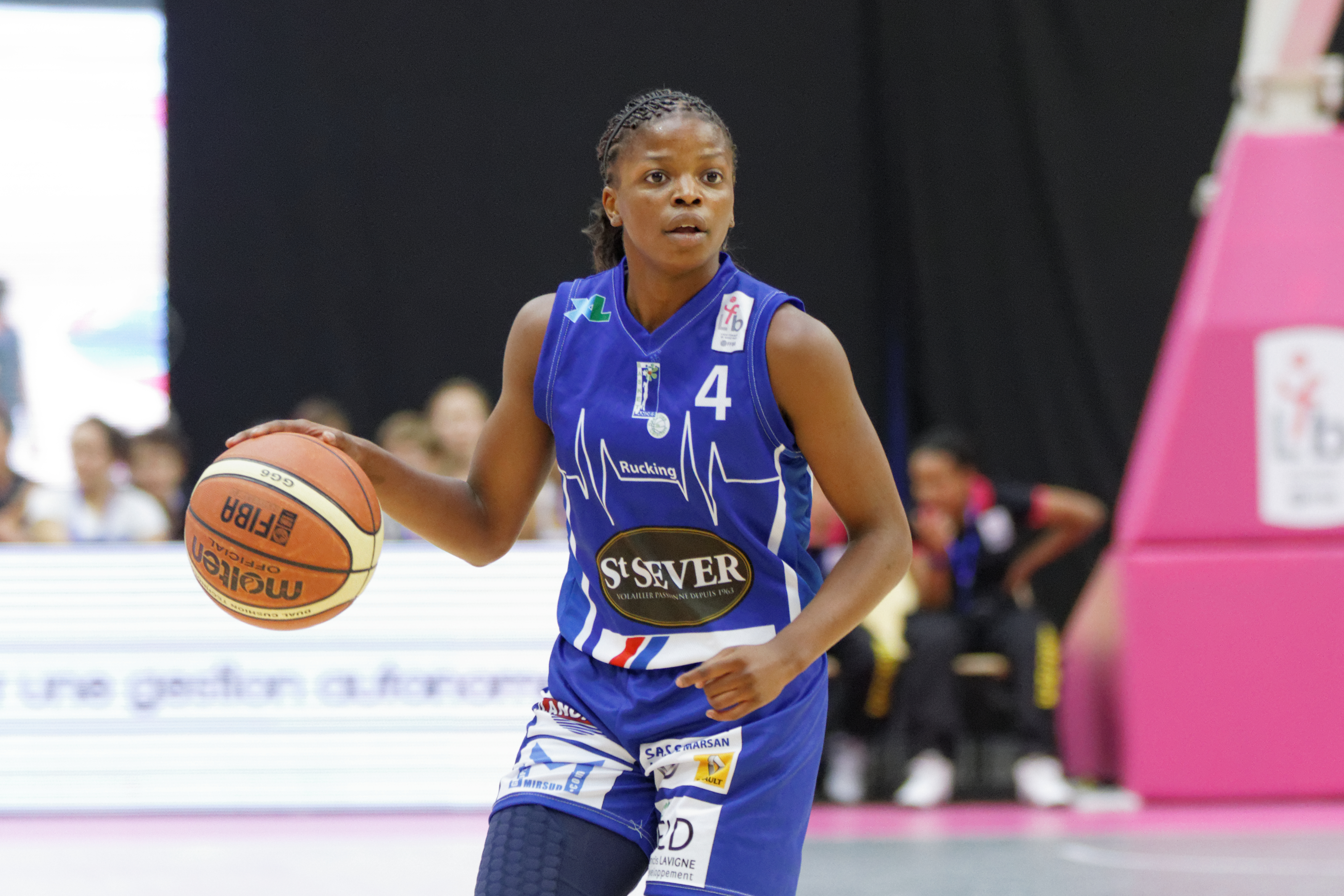
Olivia Époupa, MVP de l'Euro U20 2014.

Tableau actualisé après l’Euro 2025.
| Rang | Nation   | Or | Argent | Bronze | Total |
| ---- | -------- | -- | ------ | ------ | ----- |
| 1    | Espagne  | 10 | 4      | 1      | 14    |
| 2    | Russie   | 5  | 4      | 2      | 11    |
| 3    | France   | 5  | 3      | 4      | 12    |
| 4    | Italie   | 1  | 2      | 4      | 6     |
| 5    | Tchéquie | 1  | 2      | 1      | 4     |
| 6    | Serbie   |    | 2      | 1      | 3     |
| 7    | Lettonie |    | 1      | 3      | 4     |
| 8    | Pologne  |    | 1      | 1      | 2     |
| 9    | Hongrie  |    | 1      |        | 1     |
| 9    | Slovénie |    | 1      |        | 1     |
| 9    | Lituanie |    | 1      |        | 1     |
| 11   | Turquie  |    |        | 2      | 2     |
| 11   | Pays-Bas |    |        | 2      | 2     |
| 13   | Roumanie |    |        | 1      | 1     |

## Division B

### Palmarès
| Année | Lieu         | Finale | Finale | Finale | Petite finale                                                                                               | Petite finale                                                                                               | Petite finale                                                                                               |
| Année | Lieu         | Champion | Score | Deuxième | Troisième                                                                                                   | Score | Quatrième                                                                                                   |
| ----- | ------------ | --- | --- | --- | --- | --- | --- |
| 2005  | Druskininkai | Israël | | Bulgarie | Lituanie | | Slovénie |
| 2006  | Druskininkai | Biélorussie                                                                                                 | 66-58 | Serbie | Slovaquie                                                                                                   | 84-52 | Grande-Bretagne                                                                                             |
| 2007  | Druskininkai | Monténégro                                                                                                  | 83-64 | Lituanie | Grande-Bretagne                                                                                             | 79-73 | Portugal |
| 2008  | Poznań       | Suède | 64-60 | Pologne | Hongrie | 56-54 | Slovaquie                                                                                                   |
| 2009  | Ohrid        | Pays-Bas | 59-53 | Roumanie | Belgique | 94-81 | Slovaquie                                                                                                   |
| 2010  | Kavadarci    | Grande-Bretagne                                                                                             | 47-46 | Slovaquie                                                                                                   | République tchèque                                                                                          | 61-47 | Portugal |
| 2011  | Ohrid        | Suède (2)                                                                                                   | 64-55 | Portugal | Grèce | 60-59 | République tchèque                                                                                          |
| 2012  | Klatovy      | Grèce | | Allemagne                                                                                                   | Hongrie | | Roumanie |
| 2013  | Albena       | Belgique | | République tchèque                                                                                          | Lettonie | | Portugal |
| 2014  | Sofia        | Allemagne                                                                                                   | | Hongrie | Portugal | | Lituanie |
| 2015  | Podgorica    | Bosnie-Herzégovine                                                                                          | | Grèce | Suède | | Monténégro                                                                                                  |
| 2016  | Podgorica    | Slovénie | 62-45 | Lituanie | Hongrie | 50-49 | République tchèque                                                                                          |
| 2017  | Eilat        | Allemagne (2)                                                                                               | 60-54 | Slovaquie                                                                                                   | Croatie | 60-51 | Biélorussie                                                                                                 |
| 2018  | Oradea       | République tchèque                                                                                          | 68-47 | Biélorussie                                                                                                 | Lituanie | 53-48 | Roumanie |
| 2019  | Pristina     | Bulgarie | 80-75 | Finlande | Irlande | 60-57 | Grande-Bretagne                                                                                             |
| 2020  | -            | Tournoi annulé en raison de la pandémie de coronavirus.                                                     | Tournoi annulé en raison de la pandémie de coronavirus.                                                     | Tournoi annulé en raison de la pandémie de coronavirus.                                                     | Tournoi annulé en raison de la pandémie de coronavirus.                                                     | Tournoi annulé en raison de la pandémie de coronavirus.                                                     | Tournoi annulé en raison de la pandémie de coronavirus.                                                     |
| 2021  | -            | Tournoi annulé en raison de la pandémie de coronavirus et remplacé par les Challengers européens 2021 (en). | Tournoi annulé en raison de la pandémie de coronavirus et remplacé par les Challengers européens 2021 (en). | Tournoi annulé en raison de la pandémie de coronavirus et remplacé par les Challengers européens 2021 (en). | Tournoi annulé en raison de la pandémie de coronavirus et remplacé par les Challengers européens 2021 (en). | Tournoi annulé en raison de la pandémie de coronavirus et remplacé par les Challengers européens 2021 (en). | Tournoi annulé en raison de la pandémie de coronavirus et remplacé par les Challengers européens 2021 (en). |
| 2022  | Skopje       | Monténégro (2)                                                                                              | 98-56 | Turquie | Israël | 82-64 | Slovénie |
| 2023  | Craiova      | Slovénie (2)                                                                                                | 57-47 | Allemagne                                                                                                   | Pays-Bas | 68-51 | Suisse |
| 2024  | Sofia        | | | | | | |
| 2025  | Miskolc      | Hongrie | 71-44 | Serbie | Croatie | 82-78 | Bulgarie |

- Depuis 2012, les trois premières places de la Division B sont promues pour le championnat suivant de la Division A.

### Médailles par pays
Tableau actualisé après l'édition de 2025 mais sans l'édition 2024.
| Rang | Nation             | Or | Argent | Bronze | Total |
| ---- | ------------------ | -- | ------ | ------ | ----- |
| 1    | Allemagne          | 2  | 2      |        | 4     |
| 2    | Suède              | 2  |        | 1      | 3     |
| 3    | Monténégro         | 2  |        |        | 2     |
| 3    | Slovénie           | 2  |        |        | 2     |
| 5    | Hongrie            | 1  | 1      | 3      | 5     |
| 6    | République tchèque | 1  | 1      | 1      | 3     |
| 6    | Grèce              | 1  | 1      | 1      | 3     |
| 8    | Biélorussie        | 1  | 1      |        | 2     |
| 8    | Bulgarie           | 1  | 1      |        | 2     |
| 10   | Belgique           | 1  |        | 1      | 2     |
| 10   | Grande-Bretagne    | 1  |        | 1      | 2     |
| 10   | Israël             | 1  |        | 1      | 2     |
| 10   | Pays-Bas           | 1  |        | 1      | 2     |
| 14   | Bosnie-Herzégovine | 1  |        |        | 1     |
| 15   | Lituanie           |    | 2      | 2      | 4     |
| 16   | Slovaquie          |    | 2      | 1      | 3     |
| 17   | Serbie             |    | 2      |        | 2     |
| 18   | Portugal           |    | 1      | 1      | 2     |
| 19   | Finlande           |    | 1      |        | 1     |
| 19   | Pologne            |    | 1      |        | 1     |
| 19   | Roumanie           |    | 1      |        | 1     |
| 19   | Turquie            |    | 1      |        | 1     |
| 23   | Croatie            |    |        | 2      | 2     |
| 24   | Irlande            |    |        | 1      | 1     |
| 24   | Lettonie           |    |        | 1      | 1     |